# Elaenia parvirostris
Az Elaenia parvirostris a madarak osztályának verébalakúak (Passeriformes) rendjébe és a királygébicsfélék (Tyrannidae) családjába tartozó faj.

## Rendszerezése
A fajt August von Pelzeln osztrák ornitológus írta le 1868-ban.

## Előfordulása
Dél-Amerikában, Argentína, Aruba, Bolívia, Brazília, Kolumbia, Ecuador, Francia Guyana, Guyana, Bonaire, Curaçao, Paraguay, Peru, Suriname, Trinidad és Tobago, Uruguay és Venezuela területén honos.
Természetes élőhelyei a szubtrópusi és trópusi síkvidéki esőerdők és lombhullató erdők. Vonuló faj.

## Megjelenése
Testhossza 14 centiméter, átlagos testtömege 13.8 gramm.
|  |

## Életmódja
Rovarokkal, bogyókkal és gyümölcsökkel táplálkozik.

## Természetvédelmi helyzete
Az elterjedési területe rendkívül nagy, egyedszáma pedig stabil. A Természetvédelmi Világszövetség Vörös listáján nem fenyegetett fajként szerepel.